# Anne-Thérèse de Marguenat de Courcelles
Anne-Thérèse de Marguenat de Courcelles (Paris, 1648 – 12 de julho de 1733), marquesa de Saint-Bris, conhecida como marquesa de Lambert, foi uma escritora francesa.

## Biografia
Em 22 de fevereiro de 1666, ela se casou com Henri Lambert, Marquês de Saint-Bris, um oficial distinto destinado a ser o tenente-general e governador do Luxemburgo. Sua união foi muito feliz e eles tiveram duas crianças: um filho, Henry Francis, e uma filha, Maria Teresa († 1731), por seu casamento condessa Sainte-Aulaire. A marquesa de Lambert ficou viúva em 1686 e levou os dois filhos, ainda jovens, suportando julgamento longo e doloroso contra seus sogros para salvar sua fortuna.